# Ceratostylis sacculata
Ceratostylis sacculata är en orkidéart som beskrevs av Johannes Jacobus Smith. Ceratostylis sacculata ingår i släktet Ceratostylis och familjen orkidéer. Inga underarter finns listade i Catalogue of Life.